# Евангелизъм
Евангелизмът, наречен още евангелско протестантство, днес е доминиращо течение в протестантството по брой вярващи.
Под това наименование са обединени множество християнски вероизповедания от различни протестантски църкви, които имат следните общи черти.
- На първо място – отделят специално внимание на личното обръщане в християнската вяра, следствие от личен избор, следствие от религиозен опит (преживяване на истинско покаяние, лична среща и лично приемане на Христос в сърцето и в живота), което включва основна промяна в начина на живот, според Библейските християнски принципи и ценности – („да последваш Христос“).
- На второ място – лична връзка с Бог, свързана с активното четене, размишление, изучаване и ежедневно практично прилагане и следване на Библията.

В днешно време като „евангелски“ се обособяват християните от всички протестантски течения (лутерани, презвитерианци, англикани, калвинисти, баптисти и дори малка част от католиците).